# Opština Ruma

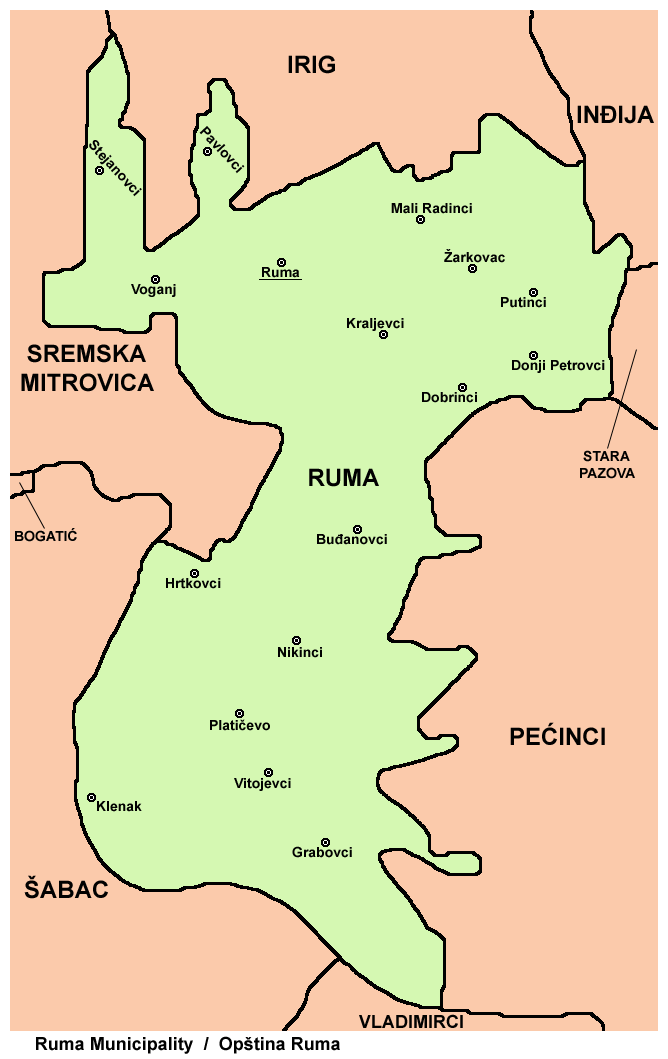
Ortschaften der Opština

Die Opština Ruma ist eine Gemeinde (Opština) im Okrug Srem, in der serbischen Provinz Vojvodina. Neben der Stadt Ruma, die der Verwaltungssitz ist, umfasst sie die Dörfer Buđanovci, Vitojevci, Voganj, Grabovci, Dobrinci, Donji Petrovci, Žarkovac, Klenak, Kraljevci, Mali Radinci, Nikinci, Pavlovci, Platičevo (mit Gabrielkirche), Putinci, Stejanovci und Hrtkovci. Sie zählt 49.685 Einwohner (2022).